# احساس مقدس
«احساس مقدس» (انگلیسی: State of Grace) ترانه‌ای است که خواننده-ترانه‌سرای آمریکایی تیلور سوئیفت نوشته و ضبط کرده‌است. این ترانه اولین بار در چهارمین آلبوم استودیویی او سرخ (۲۰۱۲) منتشر شد. بیگ مشین رکوردز این ترانه را در ۱۶ اکتبر ۲۰۱۲ به‌عنوان یک تک‌آهنگ تبلیغاتی برای دانلود دیجیتالی منتشر کرد. تهیه‌کنندگی این ترانه بر عهدهٔ سوئیفت و نیتن چپمن بوده‌است. «احساس مقدس» ترانه‌ای در ژانر آرنا راک همراه با گیتارنوازی زنگ‌مانند و درام دینامیک است. این قطعهٔ آغازین آلبوم است و درمورد احساسات پرآشوبی که توسط اولین وقایع عاشقی برانگیخته می‌شود صحبت می‌کند و لحن ترانه نیز درمورد آلبومی است از عاشقانه‌های از دست رفته.
منتقدان موسیقی در نقد خود، از «احساس مقدس» به دلیل گسترش کاتالوگ کانتری پاپ قبلی سوئیفت اشاره کردند. آن‌ها تولید سرودمانند و احساسات عاطفی ترانه را ستایش کردند و به صورت گذشته‌نگر نام آن را در میان بهترین ترانه‌های سوئیفت قرار دادند. این ترانه در میان جایگاه پنجاه تک‌آهنگ برتر جدول استرالیا، ایرلند، نیوزیلند و بریتانیا قرار گرفت. این ترانه در جایگاه نهم هات ۱۰۰ کانادا و جایگاه ۱۳ بیلبورد هات ۱۰۰ قرار گرفت و یک گواهی‌نامهٔ طلا از انجمن صنعت ضبط موسیقی ایالات متحده آمریکا دریافت کرد.
سوئیفت نسخهٔ ضبط مجدد این ترانه با زیرعنوان «نسخهٔ تیلور» را در دومین آلبوم مجددضبط‌شدهٔ خود با عنوان سرخ (نسخه تیلور) (۲۰۲۱) منتشر کرد.